# Elezioni generali nel Regno Unito del 1970
Le elezioni generali nel Regno Unito del 1970 si tennero il 18 giugno e videro la vittoria del Partito Conservatore di Edward Heath, che divenne Primo Ministro.

## Risultati
| Liste  | Liste              | Voti       | %    | Seggi |
| ------ | ------------------ | ---------- | ---- | ----- |
|        | Conservatore       | 13.145.123 | 46,4 | 330   |
|        | Laburista          | 12.208.758 | 43,1 | 288   |
|        | Liberale           | 2.117.035  | 7,5  | 6     |
|        | Nazionale Scozzese | 306.802    | 1,1  | 1     |
|        | Plaid Cymru        | 175.016    | 0,6  | -     |
|        | Unità              | 140.930    | 0,5  | 2     |
|        | Altri              | 211.870    | 0,8  | 3     |
| Totale | Totale             | 28.305.534 | 100  | 630   |

- Il Partito Unionista dell'Ulster si presenta nel Partito Conservatore ottenendo 8 seggi.